# Anfesta
Anfesta stankovskii ist ein dreistrahlig (triradial) symmetrisches Fossil des ausgehenden Ediacariums. Es gehört zur ausgestorbenen Familie Albumaresidae des Stammes der Trilobozoa.

## Etymologie
Sowohl die Gattungsbezeichnung Anfesta als auch der Artname stankovskii ehren den Archangelsker Geologen Anatoli Fjodorowitsch Stankowski (Anfesta besteht aus dem Akronym AnFeSta des Namens Anatolij Fëdorovič Stankovskij).

## Vorkommen
Fossilien von Anfesta stankovskii wurden auf der Onega-Halbinsel in den Ablagerungen der an der Kharakta gelegenen Verkhovka- und Yorga-Formation entdeckt. Am Simni Bereg, der Winterküste des Weißen Meeres (Oblast Archangelsk, Russland), können sie ebenfalls angetroffen werden.

## Beschreibung
Die Fossilien von Anfesta sind als flache Negativabdrücke auf der leicht pyritisierten Unterseite von Sandsteinbänken erhalten. Sie sind kreisrund, dreilappig und werden von einem geradlinigen Rand umgeben. Die Oberfläche wird von dendritischen Furchen durchzogen, die von drei ovalen Radialrücken im Zentrum ausgehen und sich bis zum Rand verfolgen lassen, an welchem sie sich verzweigen. Der Durchmesser variiert zwischen 5 und 18 Millimeter. Die drei Loben sind von gleichmäßiger Anordnung und nicht verdreht wie bei den verwandten Taxa Albumares und Tribrachidium.

## Rekonstruktion und verwandtschaftliche Beziehungen
Anfesta wurde ursprünglich von Michail Alexandrowitsch Fedonkin als eine freischwimmende und mit den Schirmquallen (Scyphozoa) vergleichbare Meduse beschrieben. Die verzweigten Furchen auf der Oberfläche wurden als Abdrücke eines Radialkanalsystems gedeutet, die drei ovalen Rücken hingegen als Gonaden angesehen. Die drei ovalen Rücken werden alternativ auch als Abdrücke von Körperhöhlen interpretiert. Es wird vermutet, dass das System aus Furchen und Rücken möglicherweise auch mit der Nahrungsaufnahme und der Verdauung in Zusammenhang stand.
Im Jahr 1986 stellte Fedonkin die Fossilien Anfesta, Albumares und Tribrachidium zur neu errichteten Gruppe der Trilobozoa, die dreilappige, radialsymmetrische, den Hohltieren (Coelenterata) vergleichbare Organismen enthielt, die nur oberflächlich den Nesseltieren (Cnidaria) ähneln. Die Trilobozoa bildeten ursprünglich eine Klasse innerhalb des Stamms der Coelenterata. Da aber die Coelenterata später in die Stämme Cnidaria und Rippenquallen (Ctenophora) aufgeteilt wurden, mussten auch die Trilobozoa zum Rang eines Stammes erhoben werden.

## Habitat
Neuesten Forschungsergebnissen zufolge war Anfesta ein benthisch lebendes Weichkörpertier, das zeitweise auf einem Substrat aus Mikrobenmatten verweilte, aber an dieses nicht dauerhaft gebunden war.